# 2 Unlimited
2 Unlimited är en Eurodance- och Popduo från Nederländerna-/Belgien, bildad 1991. 2 Unlimited bestod ursprungligen av producenterna Phil Wilde och Jean-Paul De Coster, sångerskan Anita Doth och rapparen Ray Slijngaard. 
2 Unlimiteds första låt, Get Ready for This, kom ut 1991 och blev en stor hit. Den används fortfarande relativt flitigt i TV-program och filmer. De fick sin största hit år 1993 med låten No Limit. Deras sista låt blev Spread Your Love från 1996 sedan både Doth och Slijngaard hoppat av. En av anledningarna till detta sägs vara de blivit osams med varandra och inte längre kunde samarbeta. En annan orsak var att de inte längre kom överens med producenterna Phil och Jean-Paul. De två gav dock inte upp och under 1997 letades det efter ersättare för Doth och Slijngaard. I slutet av det året visade två tjejer, Marion van Iwaarden och Romy van Ooijen , intresse för att ta plats i gruppen men de blev aldrig lika populära som Doth och Slijngaard. 1998 kom den nya duons första singel Wanna get up ut och den följdes sedan upp av ytterligare två ifrån albumet II. II blev det enda albumet som spelades in med den nya duon eftersom Romy hoppade av i slutet av samma år. Slijngaard jobbade tidigare som kock på Amsterdam-Schiphols flygplats och Doth jobbade administrativt på en polisstation. 
År 2008 återförenades bandet då med namnet Ray & Anita, men under 2012 började bandet åter uppträda som 2 Unlimited.

## Album
- Get Ready 1992
- No Limits 1993
- Real Things 1994
- Hits Unlimited 1995
- II 1998

## Singlar
- Get ready for this 1991
- Twilight zone 1992
- Workaholic 1992
- The magic friend 1992
- No limit 1993
- Tribal dance 1993
- Faces 1993
- Maximum overdrive 1993
- Let the beat control your body 1994
- The real thing 1994
- No one 1994
- Here I go 1995
- Nothing like the rain 1995
- Do what's good for me 1995
- Jump for joy 1996
- Spread your love 1996
- Wanna get up 1998
- The edge of heaven 1998
- Never surrender 1998